# Jordan Tell
Jordan Tell (* 10. Juni 1997 in Les Abymes) ist ein französisch-guadeloupischer Fußballspieler.

## Karriere

### Verein
Tell begann seine fußballerische Ausbildung auf Guadeloupe bei Solidarité Scolaire Baie-Maihault. 2012 wechselte er nach Frankreich zu SM Caen. Bis Anfang 2017 spielte er dort parallel in zweiter Mannschaft und dem Juniorenteam. Am 2. April 2017 (31. Spieltag) wurde er gegen den FC Lorient in der Ligue 1 eingewechselt und gab somit sein Profidebüt. Bis zum Saisonende kam er zu insgesamt fünf Einsätzen in der Liga.
Im Sommer 2017 wechselte er zum Ligakonkurrenten Stade Rennes. Direkt am ersten Spieltag, am 5. August 2017, schoss er bei seinem Debüt nach Einwechslung gegen den ES Troyes AC sein erstes Tor für sein Team. Für Rennes spielte er sechsmal in der Hinrunde der Spielzeit 2017/18 und traf dieses eine Mal. Für die Rückrunde wurde er in die Ligue 2 an den FC Valenciennes verliehen. Am 2. Februar 2018 (24. Spieltag) wurde er bei einer 0:1-Niederlage gegen die AS Nancy in der Halbzeit eingewechselt und debütierte somit für seinen neuen Arbeitgeber. Zwei Wochen später (26. Spieltag) schoss er bei einem 2:0-Sieg gegen den AC Ajaccio sein erstes Tor für den Leihverein. Bei Valenciennes spielte er zwölfmal und schoss auch hier bis zum Saisonende nur dieses eine Tor. Für die gesamte Saison 2018/19 wurde er erneut in die Ligue 2 verliehen, dieses Mal an die US Orléans. Bei seinem Debüt stand er direkt in der Startelf und schoss bei einer 1:5-Niederlage gegen den FC Metz den Ehrentreffer und sein erstes Tor für Orléans. Bis Ende Januar war er Stammspieler und spielte insgesamt 27 Mal, wobei er neunmal traf, jedoch gegen Ende der Saison nicht mehr zum Einsatz kam. Auch 2019/20 wurde er verliehen, an seinen Exverein SM Caen. Im Großteil der Saison spielte er nicht und so gab er erst am 24. Spieltag gegen den AC Le Havre sein Debüt nach Einwechslung kurz vor Schluss. Bis zum verfrühten Saisonende aufgrund von COVID-19 spielte er fünfmal in der Liga.
Nach seiner Rückkehr zu Rennes wechselte Tell fest in die Ligue 2 zu Clermont Foot. Bei einem 0:0-Unentschieden gegen SM Caen stand er in der Startelf und spielte somit das erste Mal für Clermont. Nach einer Einwechslung gegen EA Guingamp am 2. März 2021 (28. Spieltag) schoss er seinen ersten Treffer bei einem 5:0-Auswärtssieg. In der abgeschlossenen Saison 2020/21 spielte er zwar 33 Mal, wobei er zweimal traf, stand jedoch nur siebenmal in der Startelf. Sein Verein stieg am Ende der Spielzeit als Zweitplatzierter in die Ligue 1 auf. Bei seinem ersten Spiel in der Ligue 1 im Trikot von Clermont Foot gab er nach Einwechslung auch eine Vorlage.
Nach 15 Einsätzen und einem Tor bis Ende Januar für Clermont, wechselte er kurz vor Transferschluss ablösefrei in die Ligue 2 zu Grenoble Foot. Sein Debüt für den neuen Arbeitgeber gab er am 5. Februar (23. Spieltag) gegen die US Quevilly über die vollen 90 Minuten.

### Nationalmannschaft
Tell spielte von 2013 bis 2018 in diversen Juniorennationalmannschaften Frankreichs und kam insgesamt zu 21 Einsätzen und elf Toren.

## Erfolge
Clermont Foot
- Aufstieg in die Ligue 1: 2021